# Sascha Lucht

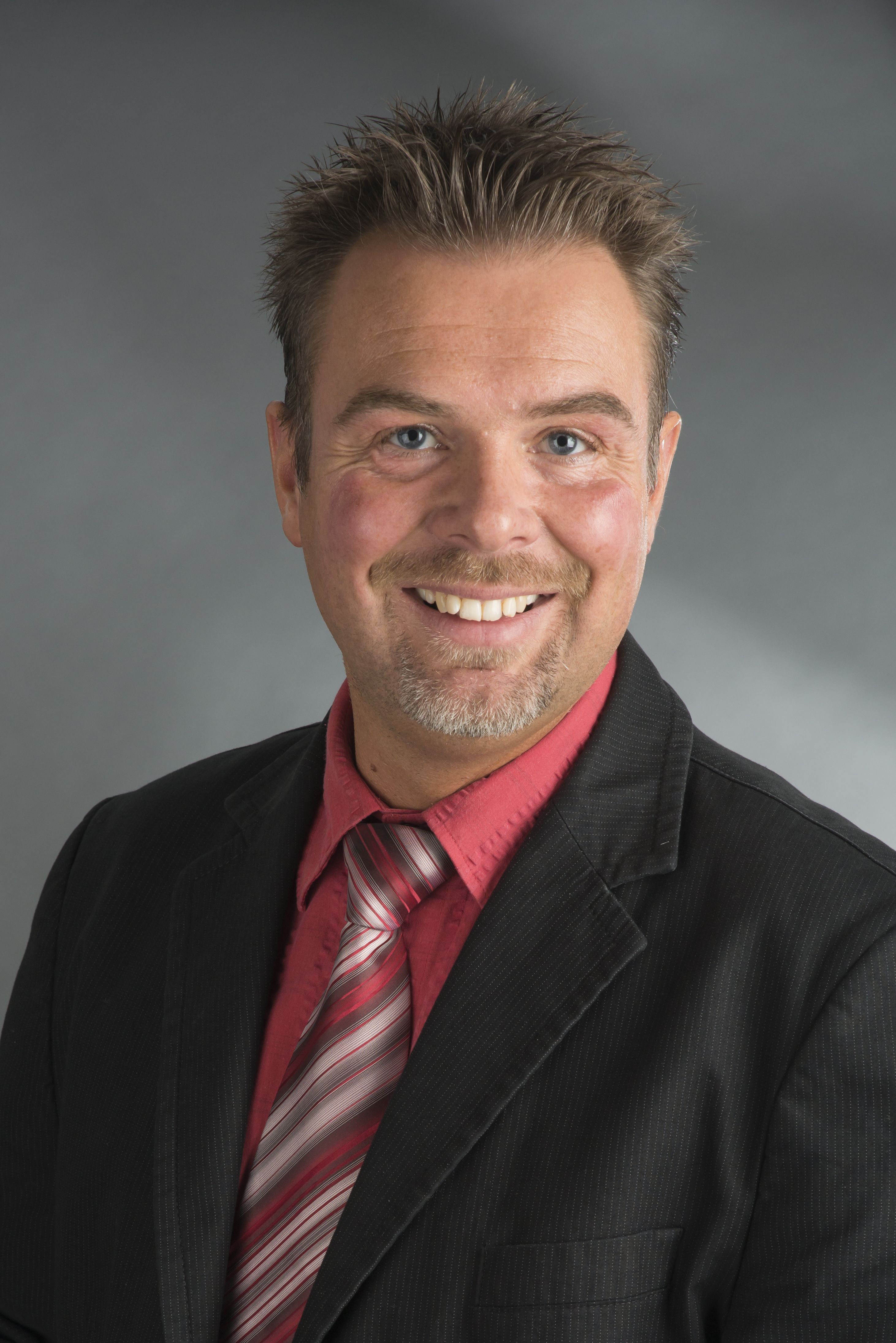
Sascha Lucht 2015

Sascha Lucht  (* 27. Februar 1971 in Bremerhaven) ist ein deutscher Politiker (CDU) und seit 2015 Mitglied der Bremischen Bürgerschaft.

## Biografie

### Familie, Ausbildung und Beruf
Lucht absolvierte die Realschule und anschließend eine Ausbildung zur Fachkraft für Lebensmitteltechnik bei der Nordsee Deutsche Hochseefischerei. 1992/1993 war er Wehrpflichtiger bei der Marine. Er war von 1993 bis 2015 als Lebensmittelkontrolleur in der Qualitätssicherung von Nordsee GmbH / Deutsche See GmbH tätig. Zusätzlich war Lucht von 1999 bis 2010 Ausbilder für den Beruf Fachkraft für Lebensmitteltechnik sowie mit Schulungstätigkeiten beauftragt. Von 2004 bis 2010 war er außerdem Ausbilder für den Beruf Fachkraft für Lagerlogistik. Derzeit ist er Leiter der Qualitätssicherung bei OHG in Bremerhaven.
Lucht ist verheiratet, hat ein Kind und wohnt in Bremerhaven.

### Politik
Lucht ist seit 2003 Mitglied der CDU. Seit 2008 ist er Vorsitzender des Stadtbezirksverbandes Bremerhaven-Mitte und Mitglied im CDU-Kreisvorstand. Seit 2010 ist er Mitglied der Christlich-Demokratischen Arbeitnehmerschaft (CDA) und seit 2014 Mitglied im CDA Landesvorstand Bremen. Am 10. Mai 2015 wurde Sascha Lucht in die Bremische Bürgerschaft gewählt. Dort ist er Mitglied im Petitionsausschuss (Land), im Ausschuss für Angelegenheiten der Häfen, in der Deputation für Gesundheit und Verbraucherschutz, in der Deputation für Sport und im Landesbeirat Sport.
Mit der Bürgerschaftswahl in Bremen 2019 verlor er sein Mandat.

### Mitgliedschaften
- Von 2001 bis 2010 stellvertretender Vorsitzender im IHK-Prüfungsausschuss Fachkraft für Lebensmitteltechnik in Bremerhaven
- Seit 2013 Schulelternsprecher der Fritz-Husmann-Schule und Sprecher im Grundschulausschuss beim Zentralelternbeirat Bremerhaven (ZEB)
- Seit 2011 Mitglied und aktiver Unterstützer des Kinderschutzbunds Bremerhaven.